# Julius Bobinger
Julius Bobinger (* 15. März 1944 in München) ist ein ehemaliger deutscher Diplomat.

## Leben
Nach dem mit einem Magister abgeschlossenen Studium der Anglistik und Germanistik arbeitete er als Tutor an der Universität München. Nach dem Eintritt in den Auswärtigen Dienst 1975 folgten Verwendungen im Auswärtigen Amt Bonn, an der Botschaft im Irak, an der Ständigen Vertretung bei den Vereinten Nationen in Genf sowie wiederum im Auswärtigen Amt Bonn. Von 1986 bis 1989 war Julius Boblinger Ständiger Vertreter des Botschafters in der Elfenbeinküste sowie anschließend Stellvertretender Leiter eines Referats im Auswärtigen Amt Bonn. 1994 wurde er zunächst Leiter der Wirtschaftsabteilung der Botschaft in Griechenland, bevor er 1996 bis 1999 Ständiger Vertreter des Botschafters in Griechenland wurde. 1999 kehrte er dann als Leiter eines Referats in das Auswärtige Amt zurück. Von 2002 bis August 2005 war Bobinger Ständiger Vertreter des Botschafters in Polen. Anschließend leitete er bis zu seiner Versetzung in den Ruhestand die Deutsche Botschaft in Tallinn (Estland).
| Vorgänger    | Amt                              | Nachfolger  |
| ------------ | -------------------------------- | ----------- |
| Jürgen Dröge | Botschafter in Estland 2005–2009 | Martin Hanz |

| Personendaten    | Personendaten      |
| ---------------- | ------------------ |
| NAME             | Bobinger, Julius   |
| KURZBESCHREIBUNG | deutscher Diplomat |
| GEBURTSDATUM     | 15. März 1944      |
| GEBURTSORT       | München            |